# Linguizid
Der Ausdruck Linguizid (von lateinisch lingua (Sprache) und -cidium (-mord)), deutsch Sprachenmord oder Sprachmord, bezeichnet die geplante oder bewusst in Kauf genommene Vernichtung einer Sprache. Erreicht wird ein Linguizid in der Regel durch verfassungsmäßige und institutionelle Maßnahmen, die die Verwendung einer Sprache verbieten. Neben dem offenen Versuch, eine Sprache zu unterdrücken oder zu „töten“, wird in der Literatur auch das bloße Sterbenlassen einer Sprache oder die mangelnde Unterstützung einer Sprache als verdeckter Linguizid gewertet.